# Liste der Senatoren der Vereinigten Staaten aus Michigan
Die Liste der Senatoren der Vereinigten Staaten aus Michigan führt alle Personen auf, die jemals für diesen Bundesstaat dem US-Senat angehört haben, nach den Senatsklassen sortiert. Dabei zeigt eine Klasse, wann dieser Senator wiedergewählt wird. Die Wahlen der Senatoren der class 1 fanden im Jahr 2018 statt, die Senatoren der class 2 wurden zuletzt im November 2020 wiedergewählt.

## Klasse 1

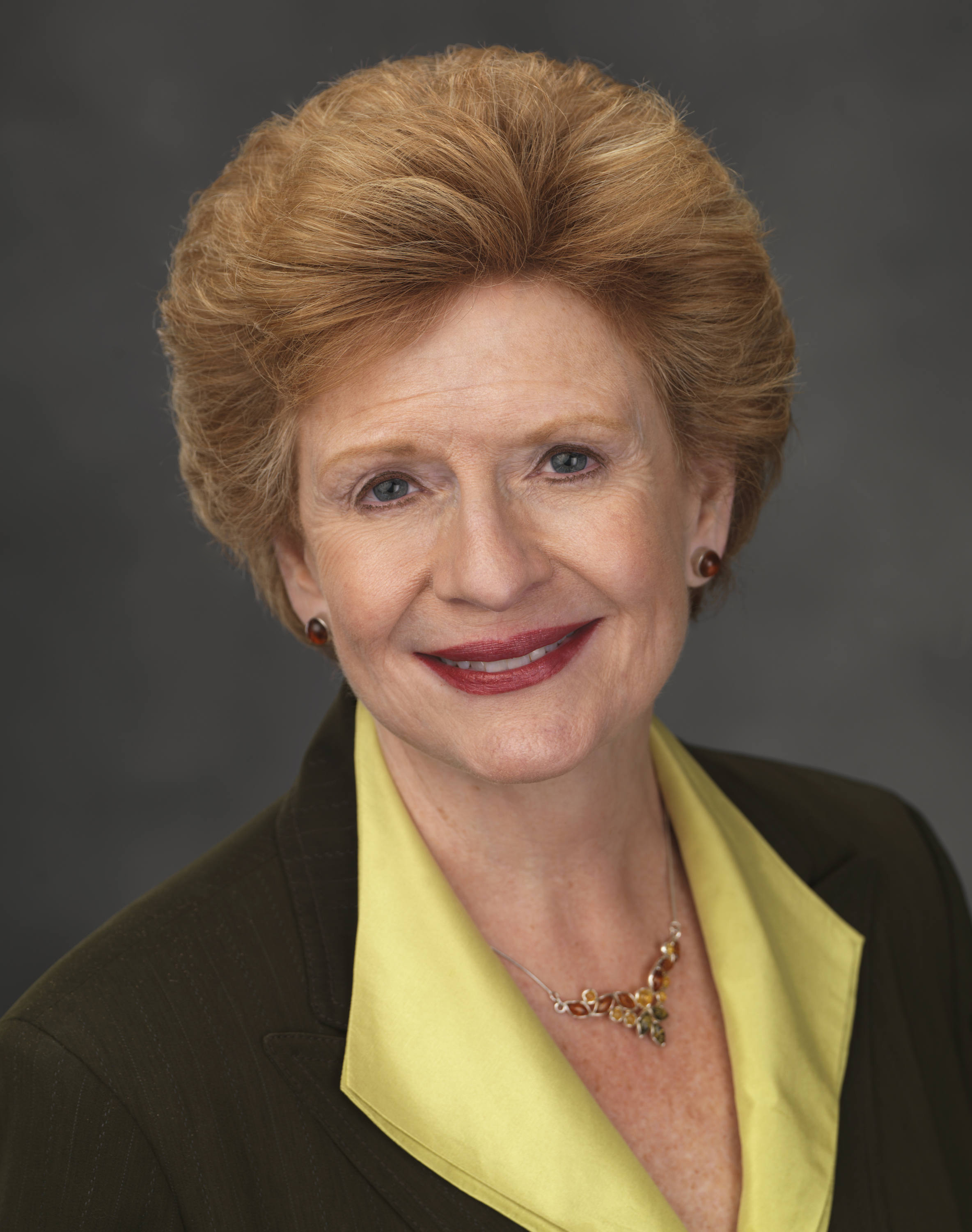
Debbie Stabenow

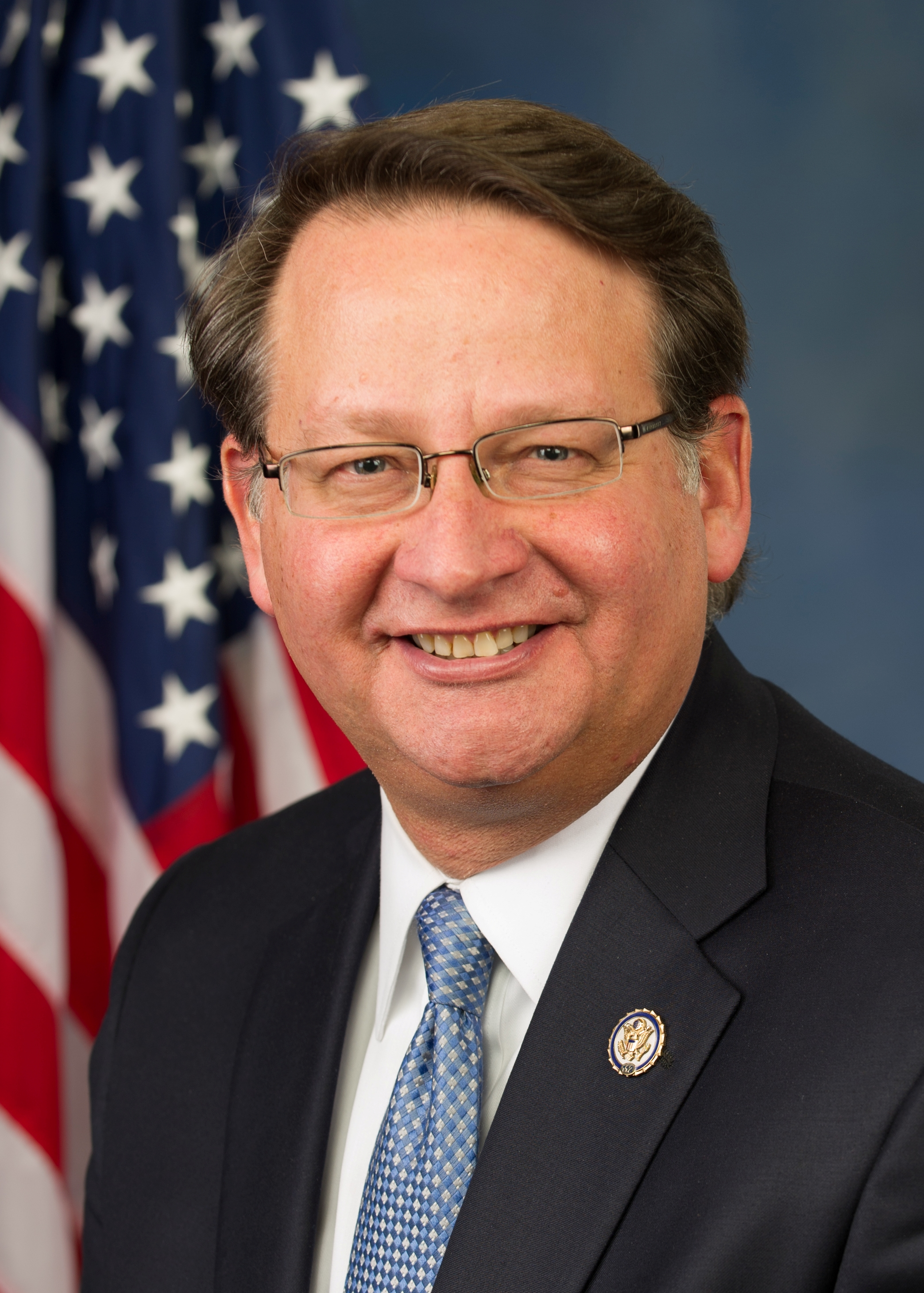
Gary Peters

Michigan ist seit dem 26. Januar 1837 US-Bundesstaat und hatte bis heute folgende 20 Senatoren der class 1 im Kongress, von denen zwei, Lewis Cass und Zachariah Chandler, jeweils zwei nicht unmittelbar aufeinanderfolgende Amtszeiten absolvierten.
| Name                       | Amtszeit  | Partei       | Lebensdaten                         |
| -------------------------- | --------- | ------------ | ----------------------------------- |
| Lucius Lyon                | 1837–1839 | Demokrat     | 26. Februar 1800–24. September 1851 |
| Augustus Seymour Porter    | 1840–1845 | Whig         | 18. Januar 1798–18. September 1872  |
| Lewis Cass                 | 1845–1848 | Demokrat     | 9. Oktober 1782–17. Juni 1866       |
| Thomas Fitzgerald          | 1848–1849 | Demokrat     | 10. April 1796–25. März 1855        |
| Lewis Cass                 | 1849–1857 | Demokrat     | 9. Oktober 1782–17. Juni 1866       |
| Zachariah Chandler         | 1857–1875 | Republikaner | 10. Dezember 1813–1. November 1879  |
| Isaac Peckham Christiancy  | 1875–1879 | Republikaner | 12. März 1812–8. September 1890     |
| Zachariah Chandler         | 1879      | Republikaner | 10. Dezember 1813–1. November 1879  |
| Henry Porter Baldwin       | 1879–1881 | Republikaner | 22. Februar 1814–31. Dezember 1892  |
| Omar Dwight Conger         | 1881–1887 | Republikaner | 1. April 1818–11. Juli 1898         |
| Francis Brown Stockbridge  | 1887–1894 | Republikaner | 9. April 1826–30. April 1894        |
| John Patton Jr.            | 1894–1895 | Republikaner | 30. Oktober 1850–24. Mai 1907       |
| Julius Caesar Burrows      | 1895–1911 | Republikaner | 9. Januar 1837–16. November 1915    |
| Charles Elroy Townsend     | 1911–1923 | Republikaner | 15. August 1856–3. August 1924      |
| Woodbridge Nathan Ferris   | 1923–1928 | Demokrat     | 6. Januar 1853–23. März 1928        |
| Arthur Hendrick Vandenberg | 1928–1951 | Republikaner | 22. März 1884–18. April 1951        |
| Arthur Edson Blair Moody   | 1951–1952 | Demokrat     | 13. Februar 1902–20. Juli 1954      |
| Charles Edward Potter      | 1952–1959 | Republikaner | 30. Oktober 1916–23. November 1979  |
| Philip Aloysius Hart       | 1959–1976 | Demokrat     | 10. Dezember 1912–26. Dezember 1976 |
| Donald Wayne Riegle        | 1976–1995 | Demokrat     | * 4. Februar 1938                   |
| Edward Spencer Abraham     | 1995–2001 | Republikaner | * 12. Juni 1952                     |
| Deborah Ann Stabenow       | 2001–2025 | Demokrat     | * 29. April 1950                    |
| Elissa Blair Slotkin       | seit 2025 | Demokrat     | * 10. Juli 1976                     |

## Klasse 2
Michigan stellte bis heute 19 Senatoren der class 2.
| Name                     | Amtszeit  | Partei       | Lebensdaten                        |
| ------------------------ | --------- | ------------ | ---------------------------------- |
| John Norvell             | 1837–1841 | Demokrat     | 21. Dezember 1789–24. April 1850   |
| William Woodbridge       | 1841–1847 | Whig         | 20. August 1780–20. Oktober 1861   |
| Alpheus Felch            | 1847–1853 | Demokrat     | 28. September 1804–13. Juni 1896   |
| Charles Edward Stuart    | 1853–1859 | Demokrat     | 25. November 1810–19. Mai 1887     |
| Kinsley Scott Bingham    | 1859–1861 | Republikaner | 16. Dezember 1808–5. Oktober 1861  |
| Jacob Merritt Howard     | 1862–1871 | Republikaner | 10. Juli 1805–2. April 1871        |
| Thomas White Ferry       | 1871–1883 | Republikaner | 10. Juni 1827–13. Oktober 1896     |
| Thomas Witherell Palmer  | 1883–1889 | Republikaner | 25. Januar 1830–1. Juni 1913       |
| James McMillan           | 1889–1902 | Republikaner | 12. Mai 1838–10. August 1902       |
| Russell Alexander Alger  | 1902–1907 | Republikaner | 27. Februar 1836–24. Januar 1907   |
| William Alden Smith      | 1907–1919 | Republikaner | 12. Mai 1859–11. Oktober 1932      |
| Truman Handy Newberry    | 1919–1922 | Republikaner | 5. November 1864–3. Oktober 1945   |
| James J. Couzens         | 1922–1936 | Republikaner | 26. August 1872–22. Oktober 1936   |
| Prentiss Marsh Brown     | 1936–1943 | Demokrat     | 18. Juni 1889–19. Dezember 1973    |
| Homer Samuel Ferguson    | 1943–1955 | Republikaner | 25. Februar 1889–17. Dezember 1982 |
| Patrick Vincent McNamara | 1955–1966 | Demokrat     | 4. Oktober 1894–30. April 1966     |
| Robert Paul Griffin      | 1966–1979 | Republikaner | 6. November 1923–16. April 2015    |
| Carl Milton Levin        | 1979–2015 | Demokrat     | 28. Juni 1934–29. Juli 2021        |
| Gary Charles Peters      | seit 2015 | Demokrat     | * 1. Dezember 1958                 |